# 부팅 디스크
부팅 디스크(boot disk)는 보통 읽기 전용으로 되어 있으며 운영 체제나 유틸리티 프로그램을 부팅할 수 있는 이동식 디지털 매체이다.
부팅 디스크는 부팅 디스크가 사용할 "컴퓨터의 고정 기억 매체"에 기록할 필요를 없애기 위해 임시 파일 저장을 위해 램 디스크를 만들고 사용할 수 있다.

## 목적
- 게임
- 바이오스 업데이트
- 운영 체제 설치
- 데이터 복구
- 데이터 삭제
- 하드웨어 및 소프트웨어 문제 해결
- 운영 환경을 사용자에 맞게 수정
- 소프트웨어 테스트
- 암호 분실 등의 이유로 인한 관리자 접근
- 하드 드라이브에 있는 운영 체제가 자동으로 불러들인 바이러스 해결

## 필요한 파일

### MS-DOS
윈도우 95/98/Me/NT/2000/XP/2003 플로피 디스크 (MS-DOS)는 다음과 같은 파일이 필요하다.
- COMMAND.COM
- IO.SYS
- MSDOS.SYS

### 프리도스
- 디스크 상의 올바른 부트 섹터
- COMMAND.COM
- KERNEL.SYS

### 리눅스
- SYSLINUX 또는 GRUB과 같은 부트로더
- 리눅스 커널
- 이니셜 램 디스크 (initrd)

## 같이 보기
- 부트 섹터
- 부팅